# Castro do Rei
Castro do Rei (em galego: Castro de Rei; em castelhano: Castro de Rey) é um município da Espanha na na comarca da Terra Chã, província de Lugo, comunidade autónoma da Galiza. Tem 176,9 km² de área e em 2021 tinha 5 110 habitantes (densidade: 28,9 hab./km²).
O concelho de Castro de Rei é formado pelas freguesias ou paróquias de:
- Ansemar (San Salvador)
- A Azúmara (San Xoán)
- Balmonte (Castro de Rei)|Balmonte (San Salvador)
- Bazar (Castro de Rei)|Bazar (San Pedro)
- Bendia (San Pedro)
- Castro de Rei (San Pedro)
- Coea (San Salvador)
- Duancos (Santa María)
- Duarría (Santiago)
- Dumpín (Santalla)
- Goberno (San Martiño)
- Loentia (Santo Estevo)
- Ludrio (Santa María)
- Mondriz (Santiago)
- Outeiro (Castro de Rei)|Outeiro (Santa María)
- Pacios (Castro de Rei)|Pacios (San Salvador)
- Prevesos (Castro de Rei)|Prevesos (Santo Estevo)
- Quintela (Castro de Rei)|Quintela (Santa María)
- Ramil (Santa Mariña)
- Ribeiras de Lea (San Xoán)
- San Xiao de Mos (San Xiao)
- Santa Comba de Orizón (Santa Comba)
- Santa Locaia (San Pedro)
- Triabá (San Pedro)
- Viladonga (Santiago)

## Demografia
| Variação demográfica do município entre 1991 e 2004 | Variação demográfica do município entre 1991 e 2004 | Variação demográfica do município entre 1991 e 2004 | Variação demográfica do município entre 1991 e 2004 |
| --------------------------------------------------- | --------------------------------------------------- | --------------------------------------------------- | --------------------------------------------------- |
| 1991                                                | 1996                                                | 2001                                                | 2004                                                |
| 5879                                                | 5833                                                | 5850                                                | 5856                                                |